# Stitchers
Stitchers est une série télévisée américaine en 31 épisodes de 42 minutes créée par Jeffrey Alan Schechter et diffusée entre le 2 juin 2015 et le 14 août 2017 sur la chaîne ABC Family / Freeform, et en simultané sur ABC Spark au Canada.
Cette série est inédite dans tous les pays francophones.

## Synopsis
La série suit Kirsten, qui a été recrutée dans une agence du gouvernement pour être «piquée» dans les mémoires de personnes récemment décédées, pour enquêter sur les meurtres et les mystères qui n'auraient autrement jamais été résolus. Cameron, un neuroscientifique brillant, assiste Kirsten dans le programme secret dirigé par Maggie, une opératrice secrète qualifiée. Le programme comprend également Linus, un technicien de l'ingénieur et de la communication bioélectrique. Camille, la colocataire de Kirsten et une étudiante en sciences informatiques, est également recrutée pour aider Kirsten comme un «piqueur».

## Distribution

### Acteurs principaux
- Emma Ishta : Kirsten Clark
- Kyle Harris : Cameron Goodkin
- Ritesh Rajan : Linus Ahluwalia
- Salli Richardson-Whitfield : Marguerite « Maggie » Baptiste
- Allison Scagliotti : Camille Engelson
- Damon Dayoub : Détective Quincy Fisher (saisons 2 et 3, récurrent saison 1)

### Acteurs récurrents
- Hugo Armstrong (en) : Ed Clark
- Kaylee Quinn : Kirsten Clark jeune
- Sola Bamis : Docteur Ayo
- Ross Kurt Le : Alex
- Jack Turner : Liam Granger
- C. Thomas Howell : Daniel Stinger
- Oded Fehr : Leslie Turner (saisons 1 et 2)
- Tiffany Hines : Marta Rodriguez (saison 1)
- John Billingsley : Mitchell Blair (saisons 2 et 3)
- Sarah Davenport : Ivy Brown (saisons 2 et 3)
- Jasmin Savoy Brown : Nina (saison 2)

## Production et casting
Le pilote a été commandé en avril 2014.
Le casting a débuté en mai 2014, dans cet ordre : Emma Ishta et Kyle Harris, Felix Gomez (Dr Jerome Smallwood), Minni Jo Mazzola (Camille) et Diane Farr (Maggie).
Le tournage du pilote a débuté en juin 2014. Satisfaite, la série est commandée à la fin septembre 2014. À la mi-janvier 2015, ABC Family annonce le début du tournage après avoir recasté trois rôles, Ritesh Rajan (Linus), Salli Richardson-Whitfield (Maggie) et Allison Scagliotti (Camille).
Parmi les rôles récurrents et invités : Oded Fehr, C. Thomas Howell et Henry Rollins,
Le 14 juillet 2015, la série est renouvelée pour une deuxième saison prévue pour 2016.
Un épisode a été préparé pour l'Halloween, avec Jeremy Sumpter comme invité spécial.
Pour la deuxième saison, Damon Dayoub est promu à la distribution principale alors que John Billingsley et Cassidy Freeman décrochent un rôle récurrent.
Le 6 octobre 2016, la série est renouvelée pour une troisième saison. L'actrice Anna Akana décroche un rôle récurrent.
Le 15 septembre 2017, la chaîne annonce l'annulation de la série après trois saisons à la suite d'une baisse des audiences.

## Épisodes

### Première saison (2015)
1. A Stitch in Time
2. Friends in Low Places
3. Connections
4. I See You
5. Stitcher in the Rye
6. Finally
7. The Root of All Evil
8. Fire in the Hole
9. Future Tense
10. Full Stop
11. When Darkness Falls (Halloween)

### Deuxième saison (2016)
Elle a été diffusée à partir du 22 mars 2016 sur Freeform.
1. 2.0
2. Hack Me If You Can
3. The One That Got Away
4. The Two Deaths of Jamie B
5. Midnight Stitcher
6. The Dying Shame
7. Pretty Little Lawyers
8. Red Eye
9. The Guest
10. All In

### Troisième saison (2017)
Cette saison de dix épisodes est diffusée depuis le 5 juin 2017.
1. Out of the Shadows
2. For Love and Money
3. Perfect
4. Mind Palace
5. Paternis
6. The Gremlin and the Fixer
7. Just the Two of Us
8. Dreamland
9. Kill It Forward
10. Maternis